# 942
| [ Edytuj tabelę ]              |                                                                  |
| Książę Polski                  | - 940 Siemomysł 960                                              |
| Król Anglii                    | - 939 Edmund Starszy 946                                         |
| Hrabia Aragonii                | - 922 Andregota Galíndez 972                                     |
| Hrabia Aragonii i król Nawarry | - 926 Garcia I 970                                               |
| Hrabia Barcelony               | - 911 Sunyer I 947                                               |
| Książę Bawarii                 | - 938 Bertold 947                                                |
| Książę Burgundii               | - 923 Hugo Czarny 952                                            |
| Cesarz Bizancjum               | - 913 Konstantyn VII Porfirogeneta 959 - 919 Roman I Lekapen 944 |
| Car Bułgarii                   | - 927 Piotr I 969                                                |
| Książę Czech                   | - 935 Bolesław I Srogi 972                                       |
| Król Danii                     | - 940 Gorm Stary 958                                             |
| Władca Egiptu                  | - 935 Muhammad Ibn Tughdż 946                                    |
| Król Franków zachodnich        | - 936 Ludwik IV Zamorski 954                                     |
| Hrabia Holandii                | - 939 Dirk II 988                                                |
| Cesarz Japonii                 | - 930 Suzaku 946                                                 |
| Kalif                          | - 940 Al-Muttaqi 944                                             |
| Hrabia Kastylii                | - 923 Ferdinand Gonzalez 970                                     |
| Król Khmerów                   | - 941 Harszawarman II 944                                        |
| Wielki książę Kijowa           | - 912 Igor Rurykowicz 945                                        |
| Patriarcha Konstantynopola     | - 933 Teofilakt 956                                              |
| Władca Korei                   | - 918 T’aejo 943                                                 |
| Król Leónu                     | - 931 Ramiro II 950                                              |
| Król Norwegii                  | - 933 Haakon Dobry 961                                           |
| Papież                         | - 939 Stefan VIII (IX) 942 - 942 Maryn II 946                    |
| Hrabia Portugalii              | - 924 Mendo I i Mumadona Dias 950                                |
| Książę Saksonii                | - 936 Otton I Wielki 961                                         |
| Król Szkocji                   | - 900 Konstantyn II 943                                          |
| Doża Wenecji                   | - 939 Pietro Partecipazio 942 - 942 Pietro III Candiano 959      |
| Książę Węgier                  | - 907 Zoltán 947                                                 |

Rok 942 / CMXLII
stulecia: IX wiek ~
X wiek ~
XI wiek

lata: 932 «
937 «
938 «
939 «
940 «
941 «
942
» 943
» 944
» 945
» 946
» 947
» 952

## Wydarzenia
- 30 października – rozpoczął się pontyfikat papieża Marynusa II.
- 17 grudnia – Ryszard I został księciem Normandii.

## Urodzili się
- Światosław I, książę Rusi Kijowskiej (zm. 972)

## Zmarli
- 13 lutego – Muhammad ibn Ra’ik, wysoki urzędnik kalifatu Abbasydów, który został dwukrotnie mianowany amir al-umara (ur. ?)
- 18 listopada – Odo z Cluny, teoretyk muzyki, opat klasztoru św. Piotra i Pawła w Cluny (ur. ok. 878)

- brak daty dziennej Saadii ben Józef, żydowski filozof (ur. 882 lub 892)                                                                                                                                                                                                                                                                                                       Stefan VIII,  papież (ur. ?)                                                                                                                                                                                                                                                                                                       Wilhelm I Długi Miecz, książę Normandii (ur. ok. 905)